# Râul Bragadiru
Râul Bragadiru este un curs de apă, afluent al râului Ghimbav. 